# Promenaea acuminata
Promenaea acuminata är en orkidéart som beskrevs av Rudolf Schlechter. Promenaea acuminata ingår i släktet Promenaea och familjen orkidéer. Inga underarter finns listade i Catalogue of Life.